# Guillermo Báez
Guillermo Osvaldo Báez Astudillo (* 1909 in Valparaíso; † unbekannt) war ein chilenischer Fußballspieler, -trainer und Schiedsrichter.

## Karriere

### Verein
Guillermo Báez, auch Gallego genannt, begann seine Spielerlaufbahn 1924 in seiner Heimatstadt Valparaíso bei den Santiago Wanderers. 1927 wechselte er zu Unión Deportiva Española und lief 1930 für Everton auf. 1931 spielte der Defensivakteur für den kubanischen Verein Juventud Asturiana, nachdem dieser zwei Argentinier von Everton verpflichtet hatte und einer dieser beiden Neuzugänge die Reise nach Kuba nicht hatte antreten können. Báez sprang daraufhin kurzerhand ein. 1932 kehrte er in seine Heimatstadt zurück, in der er das Trikot von Sportiva Italiana für vier Jahre trug. 1936 kam er erneut zu Stadtrivale Santiago Wanderers, mit denen er in der Primera División 1937 das erste Team außerhalb Santiagos war. Auch als sich die Wanderers aus der Liga wieder zurückzogen, blieb Gallego ihr erhalten. Er wechselte 1937 zu Unión Española und 1939 zum CD Green Cross. Während seiner Zeit bei Green Cross arbeitete der Fußballspieler zusätzlich als Busfahrer. Nach dem Karriereende war Báez als Schiedsrichter aktiv.

### Trainer
Nach seiner aktiven Spielerkarriere wurde Báez Trainer. Er stand bei verschiedenen Klubs in Chile an der Seitenlinie. Seinen ersten Erfolg feierte er bereits 1958 bei Ñublense, das er erstmals in den Profifußball führte. In der Segunda División konnte er 1964 mit Lister Rossel die Vizemeisterschaft und 1971 mit Naval die Meisterschaft gewinnen. In der Primera División trainierte Báez die Rangers de Talca und Deportes Concepción, mit denen er 1975 Vizemeister wurde.

## Sonstiges
Sein älterer Bruder Telésforo Báez war ebenfalls Profifußballspieler und vertrat die Nationalmannschaft beim Campeonato Sudamericano 1919.